# 3926 Ramirez
A 3926 Ramirez (ideiglenes jelöléssel 1978 VQ3) a Naprendszer kisbolygóövében található aszteroida. Eleanor F. Helin,  Schelte J. Bus fedezte fel 1978. november 7-én.